# Cartas de Iwo Jima
Letters from Iwo Jima (bra/prt: Cartas de Iwo Jima) é um filme estadunidense de 2006, do gênero drama de guerra, dirigido por Clint Eastwood. O longa-metragem é a continuação de A Conquista da Honra. Ambos abordam a batalha da ilha de Iwo Jima, localizada no arquipélago asiático. Letters from Iwo Jima é quase que totalmente em língua japonesa, apesar de ter sido co-produzida pelas empresas americanas DreamWorks Pictures, Malpaso Productions e Amblin Entertainment.
O filme foi lançado no Japão em 9 de dezembro de 2006 e recebeu um lançamento limitado nos Estados Unidos em 20 de dezembro de 2006 para ser elegível para consideração para o 79º Entrega do Óscar, pelo qual recebeu quatro indicações, incluindo Melhor Filme e vencendo o prêmio de Melhor Som. Posteriormente, foi lançado em mais áreas dos Estados Unidos em 12 de janeiro de 2007 e na maioria dos estados em 19 de janeiro. Uma versão dublada em inglês do filme estreou em 7 de abril de 2008. Após o lançamento, o filme foi aclamado pela crítica e, embora tenha arrecadado apenas um pouco melhor nas bilheterias do que seu companheiro, teve muito mais sucesso em comparação com seu orçamento.

## Elenco[1]

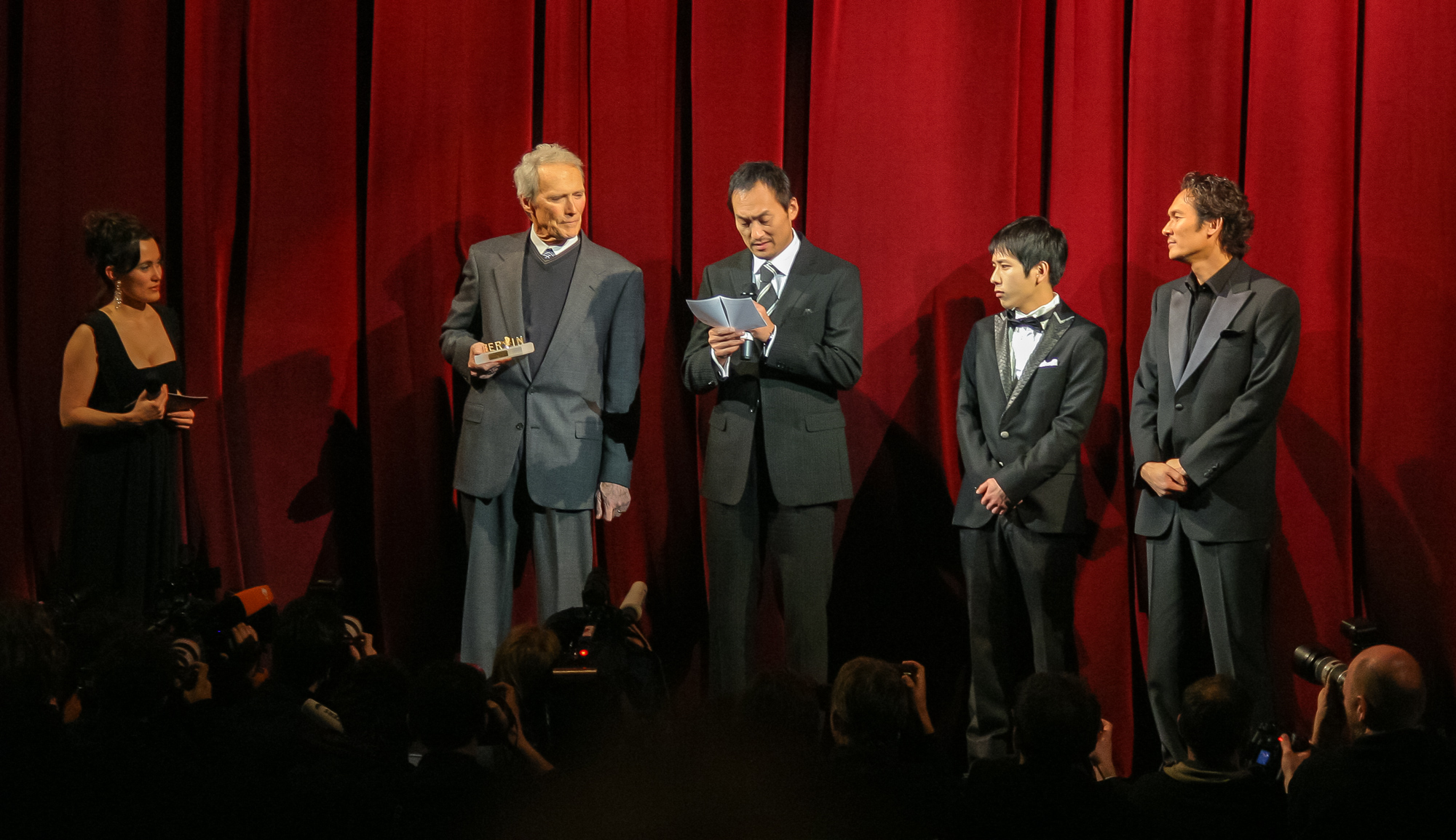
Clint Eastwood, Ken Watanabe, Kazunari Ninomiya e Tsuyoshi Ihara depois de uma exibição no Berlinale 2007.

- Ken Watanabe como General Tadamichi Kuribayashi
- Kazunari Ninomiya como Soldado Saigo
- Tsuyoshi Ihara como Tenente-coronel barão Takeichi Nishi
- Ryō Kase como Soldado Superior Shimizu
- Shidō Nakamura como Tenente Ito
- Hiroshi Watanabe como Tenente Fujita
- Takumi Bando como Capitão Tanida
- Yuki Matsuzaki como Soldado Nozaki
- Takashi Yamaguchi como Soldado Kashiwara
- Eijiro Ozaki como Tenente Okubo
- Alan Sato como Sargento Ondo
- Nae Yuuki como Hanako, esposa de Saigo (em um flashback)
- Nobumasa Sakagami como Almirante Ohsugi
- Masashi Nagadoi como Almirante Ichimaru
- Luke Eberl como Sam, fuzileiro americano ferido (creditado como Lucas Elliot)
- Jeremy Glazer como um tenente americano
- Ikuma Ando como Ozawa
- Mark Moses como oficial militar americano (em um flashback)
- Roxanne Hart como esposa do oficial militar
- Nori Bunasawa como jornalista japonês

## Recepção

### Estados Unidos
Letters from Iwo Jima foi aclamado pela crítica e bem conhecido por retratar o bem e o mal em ambos os lados da batalha. Os críticos elogiaram fortemente a escrita, direção, cinematografia e atuação. O site agregador de resenhas Rotten Tomatoes reportou um índice de aprovação de 91% (de 202 críticas), com uma nota média de 8,20 (de 10). O consenso do site afirma: "Um retrato poderosamente humanista dos perigos da guerra, esta peça complementar para Flags of Our Fathers é potente e instigante, e demonstra a maturidade de Clint Eastwood como diretor". Já no Metacritic, a nota foi de 89 (de 37 resenhas), indicando "aclamação universal". Lisa Schwarzbaum da Entertainment Weekly, Kenneth Turan do Los Angeles Times e Richard Schickel da Time estavam entre os muitos críticos que o consideraram o melhor filme do ano.

### No Japão
O filme teve muito mais sucesso comercial no Japão do que nos Estados Unidos, ocupando o primeiro lugar por cinco semanas e recebendo uma recepção calorosa do público e da crítica japonesa. Os críticos japoneses observaram que Clint Eastwood apresentou Kuribayashi como um "comandante erudito e atencioso da guarnição japonesa de Iwo Jima, junto com os soldados japoneses em geral, de uma forma sensível e respeitosa". Além disso, o jornal japonês Asahi Shimbun observou que o filme é claramente "distinguível" dos filmes anteriores de Hollywood, que tendiam a retratar personagens japoneses com atores não japoneses (como chineses-americanos e outros asiático-americanos). Consequentemente, os personagens normalmente não utilizavam a gramática japonesa correta e sotaques não nativos eram evidentes nesses filmes anteriores, estragando seu realismo para o público japonês. Em contraste, a maioria dos papéis japoneses em Letters from Iwo Jima são interpretados por atores japoneses nativos. Além disso, o artigo elogiou a nova abordagem do filme, já que é roteirizado com uma excelente pesquisa sobre a sociedade japonesa da época. De acordo com o artigo, os filmes anteriores de Hollywood que descreviam o Japão eram baseados nas imagens estereotipadas da sociedade japonesa, que pareciam "estranhas" para o público japonês nativo. Letters from Iwo Jima é marcante como o filme que tenta fugir dos estereótipos. Devido à falta de estereótipos, Letters from Iwo Jima foi apreciado pela crítica e pelo público japoneses.

## Principais prêmios e indicações
Oscar 2007 (EUA)
- Venceu nas categorias de melhor edição de som, e foi indicado a melhor filme, melhor diretor e melhor roteiro original.

Globo de Ouro 2007 (EUA)
- Venceu na categoria de melhor filme estrangeiro.
- Indicado na categoria de melhor diretor.

Prêmio David di Donatello 2007 (Itália)
- Indicado na categoria de melhor filme estrangeiro.

Prêmio Bodil 2008 (Dinamarca)
- Venceu na categoria de melhor filme americano.

Prêmio Saturno 2007 (Academy of Science Fiction, Fantasy & Horror Films, EUA)
- Indicado na categoria de melhor filme internacional.

Academia Japonesa de Cinema 2008 (Japão)
- Venceu na categoria de melhor filme em língua estrangeira.